# توخولسکی ۱۲۴۰۱
سیارک ۱۲۴۰۱ (به انگلیسی: 12401 Tucholsky، نامگذاری:1995OG10) دوازده هزار و چهارصد و یکمین سیارک کشف شده‌است که در ۲۱ ژوئیه ۱۹۹۵ کشف شد.
قدر مطلق سیارک برابر ۱۵٫۲۰ است.